# Hédy Schneider

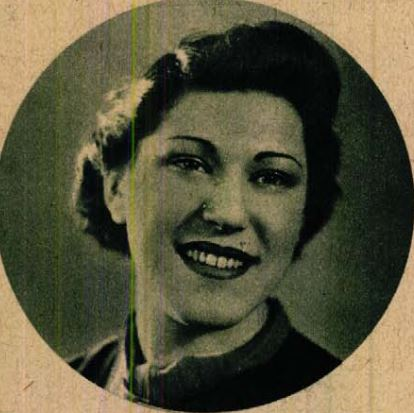
Hédy Schneider (1938)

Hédy Schneider (* 21. September 1920 in Budapest; † 8. Juli 1992 in Maastricht) war eine ungarische Pianistin.

## Leben
Hédy Schneider war die Tochter des Druckermeisters Jenõ Schneider und seiner Frau Anna Braun. Bereits im Alter von sechs Jahren erhielt sie auf Initiative ihrer Mutter Klavierunterricht bei Margit Bálint, welche schon nach kurzer Zeit das große Talent ihrer Schülerin erkannte. Sie studierte Klavier an der Franz-Liszt-Musikakademie bei Lajos Hernádi und Leó Weiner. Nach dem Krieg arbeitete sie zunächst als Korrepetitorin. Durch den Gewinn eines Klavierwettbewerbs in Paris wurde sie einer größeren Öffentlichkeit bekannt. In den 1950er Jahren gab sie zahlreiche Konzerte, Klavierabende und war regelmäßig im Programm des Ungarischen Radios zu hören. Daneben wirkte sie auch bei Aufführungen zeitgenössischer kammermusikalischer Werke wie der Sonate für Flöte und Klavier von Gyula Dávid mit. Im Jahr 1954 nahm sie Rhapsodien von Franz Liszt für die Schallplattenfirma Hungaroton auf. 1957 zog sie mit ihrem Ehemann, dem Geiger Tibor Berkovits in die Niederlande und unterrichtete dort am Konservatorium in Maastricht.
The Music Magazine / Musical Courier rezensiert ein Konzert auf einem Musikfestival 1947 von Hédy Schneider folgendermaßen: „Hédy Schneider zeigte sich als begabte junge Frau mit einer unberührten, warmen Natürlichkeit. Dies zeigte sich in Mendelssohns Variations sérieuses in F, in der Fantasie von Schumann und in kürzeren Stücken.“

## Würdigung
Hédy Schneider gewann im Jahr 1946 den ersten Preis beim Internationalen Long-Thibaud-Crespin-Wettbewerb. 1953 erhielt sie den Franz-Liszt-Preis (Liszt Ferenc-díj) und weiterhin die goldene Verdienstmedaille der Republik Ungarn.